# Hubertella
Hubertella és un gènere d'aranyes araneomorfes de la subfamília Erigoninae, dins de la família Linyphiidae.
Fou descrit per primera vegada per Norman I. Platnick l'any 1989.

## Distribució
Es pot trobar al Nepal.

## Llista d'espècies
Segons The World Spider Catalog 12.0:
- Hubertella montana (Tanasevitch, 2019)
- Hubertella orientalis (Georgescu, 1977) (Espècie tipus)
- Hubertella thankurensis (Wunderlich, 1983)